# Свети Илия (Бобошево)
Вижте пояснителната страница за други значения на Свети Илия.
„Свети Илия“ е късносредновековна българска църква в град Бобошево, област Кюстендил.
Църквата е построена през 1687 г. Намира се в източната част на град Бобошево, под местността „Бялата пръст“. Представлява малка, еднокорабна и едноапсидна църква с дължина 7,20 м и ширина 5,30 м., без апсидата. В надлъжните стени са вместени два певника, широки по 1,30 м и дълбоки 0.70 м. На запад сградата завършва с анти. На източната фасада има и една аркирана ниша, а на западната – три. Градежът на църквата е от ломени камъни с хоросанова спойка и дървени сантрачи.
Запазени са значителни части от стенописите, които са покривали цялата вътрешност на сградата. Ранната стенопис (върху свода и горната част на стените) е от XVII век, а по-късната – от 1898 г., според ктиторския надпис над апсидната ниша. Декоративната система на стенописната украса е характерна за еднокорабните средновековни църкви на Балканите. Върху свода са изписани ликовете на Христос и старозаветните пророци в два фриза, по раменете на свода и по стените – евангелски сцени. Под тях върви пояс от медальони с изображения на светии, по надолу са следвали светци в прави пози и цокъл, които сега са унищожени. Иконостасът, от който са запазени значителни части, също е от XVII век.
Църквата е архитектурно- строителен паметник на културата от местно значение (ДВ, бр.77/1972 г.) и архитектурно-художествен паметник на културата с национално значение (ДВ, бр.38/1972 г.).
Църквата чества деня на светеца – Илинден на 20 юли.